# İbrahim Tatlıses
İbrahim Tatlıses (født 1. januar 1952 i Siverek , Şanlıurfa, Tyrkiet) er en tyrkisk/kurdisk musiker inden for musikgenren arabesque.Første udgivet album blev publiceret i 1974 ved navn ""Ayaginda kundura"" som slog samtlige salgsrekorder i Tyrkiet. Yderligere har Tatlises haft sit eget TV program ved navn Ibo Show. Udover musik, har Tatlises medvirket i flere film både i hovedroller og bi-roller. Tatlises er også forretningsmand i hotel-, bygnings-, tekstilindustrien.
 Der er for få eller ingen kildehenvisninger i denne artikel, hvilket er et problem. Du kan hjælpe ved at angive troværdige kilder til de påstande, som fremføres i artiklen.